# Olšany
Olšany (deutsch Olschan, früher Ollschan) ist eine Gemeinde in Tschechien. Sie liegt elf Kilometer südwestlich von Vyškov und gehört zum Okres Vyškov. Die Gemeinde ist Teil der Mikroregion Drahanská vrchovina.

## Geographie

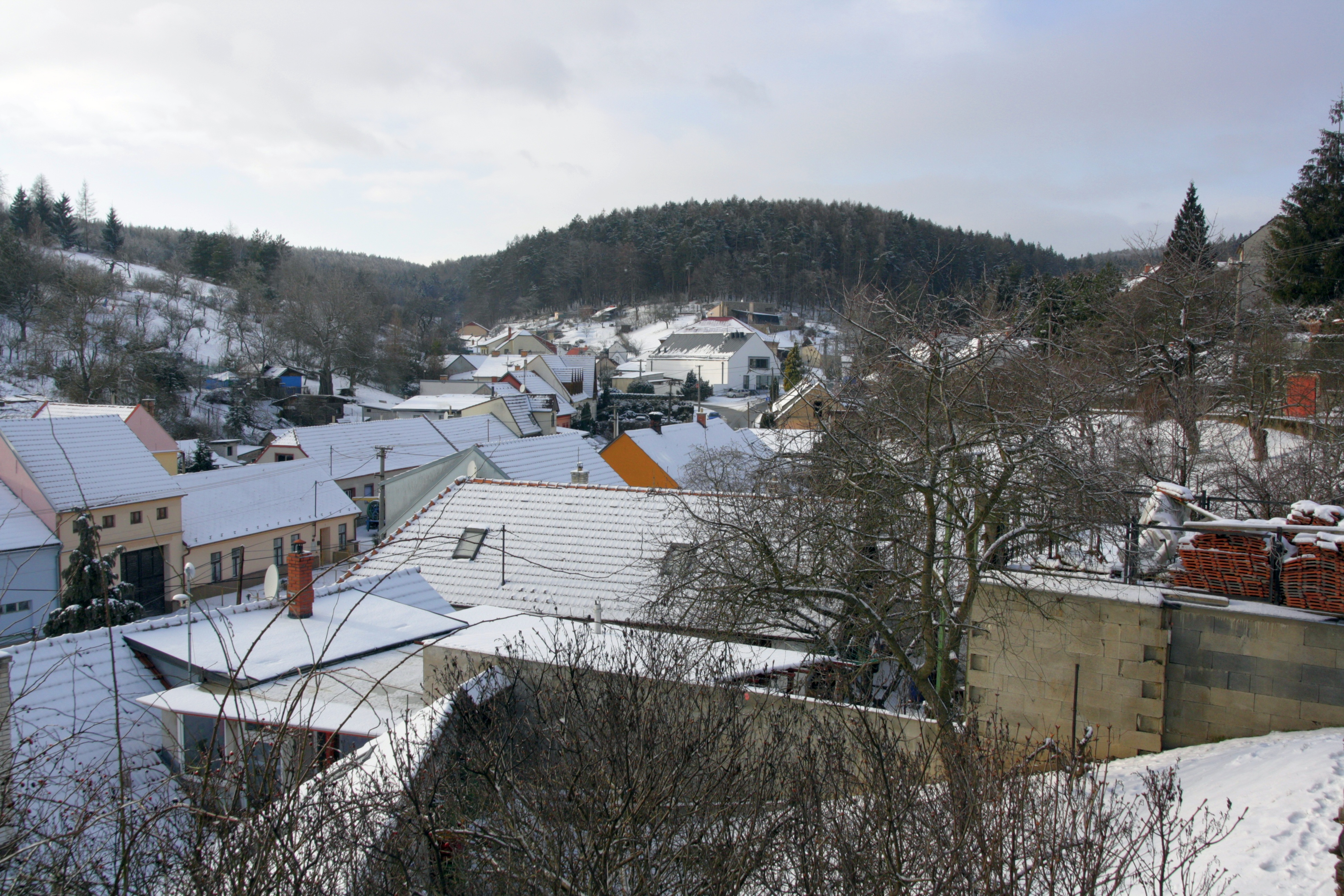
Ortsansicht

Olšany befindet sich am südwestlichen Fuße des Drahaner Berglandes am Übergang zur Vyškovská brázda (Wischauer Tor). Das Dorf erstreckt sich im Tal des Baches Olšanský potok bzw. Habrovanský potok. Nordöstlich erhebt sich die Ostatečná hora (410 m) und im Westen die Červená hora sowie der Červený vrch (Roter Berg, 535 m). Südlich von Olšany liegen drei große, aufgelassene Steinbrüche.
Nachbarorte sind Račice-Pístovice im Norden, Drnovice, Luleč und Hranáč im Nordosten, Nemojany im Osten, Tučapy im Südosten, Habrovany, Královopolské Vážany und Vítovice im Süden, Viničné Šumice und Jezera im Südwesten, Hostěnice, Hádek, Pod Hádkem und Lhotky im Westen sowie Březina u Křtin, Lhotky, Bukovina und Bukovinka im Nordwesten.

## Geschichte
Olšany wurde zum Ende des 17. Jahrhunderts durch die Fürsten von Liechtenstein gegründet. Die ersten Siedler waren 28 Familien aus Studnitz, die in den fürstlichen Wäldern ihren Lebensunterhalt als Holzfäller und Köhler verdienten. Untertänig war das Dorf zur Herrschaft Pozořice. Die erste schriftliche Erwähnung des Dorfes erfolgte am 6. Mai 1691 in den Matriken der Pfarre Luleč, als Jakub Schubert aus Nemojan Anna, die Tochter von Jan Novotný aus Olšany heiratete. Das älteste Ortssiegel stammt aus dem Jahre 1713. Im Jahre 1754 bestand das Dorf aus 28 Chaluppen. 1791 lebten in den 39 Häusern von Olšany 253 Menschen. In der Mitte des 19. Jahrhunderts hielt in Olšany zur Sicherung des Lebensunterhaltes die Heimweberei Einzug. In jedem Haus des Dorfes wurde ein Webstuhl betrieben. Im Jahre 1834 war das Dorf auf 49 Häuser angewachsen und hatte 342 Bewohner. Auf dem Červený vrch entstand 1876 der Aussichtsturm Pyramida. Nach der Aufhebung der Patrimonialherrschaften bildete Olšany/Olschan ab 1850 eine Gemeinde in der Bezirkshauptmannschaft Wischau. Der 1865 begonnene Bau der Eisenbahn zwischen Brünn und Prerau durch das Wischauer Tor führte zu einem wirtschaftlichen Aufschwung des Ortes. 1867 entstand südlich des Dorfes im Grund Žleb der erste Steinbruch, der bis 1869 stark erweitert wurde. Der Bahntransport der Steine erfolgte von der Bahnstation Komořany u Vyškova. 1877 entstand in Olšany eine Dorfschule, zuvor wurden die Kinder des Ortes in Habrowan unterrichtet. Die Heimweberei wurde zu Beginn des 20. Jahrhunderts eingestellt. Die Freiwillige Feuerwehr gründete sich im Jahre 1905. Olšany bestand im Jahre 1910 aus 102 Häusern und hatte 538 Einwohner. Im Jahre 1914 wurden in Olšany sechs Steinbrüche mit 200 Beschäftigten betrieben. Der nach Militärübungen beschädigte Aussichtsturm auf dem Červený vrch wurde 1918 wiederhergestellt. 1924 wurde in Olšany ein Waldfriedhof angelegt. Auf dem Červený vrch entstand 1926 ein neuer, 36 m hoher Turm. 1930 lebten in den 124 Häusern des Dorfes 540 Personen. In der Mitte des 20. Jahrhunderts begann die touristische Erschließung des Dorfes. Ferdinand Myslín legte 1931 auf seinem Gütern ein 700 m² großes Naturbad an, neben dem die Gaststätte U koupaliště entstand. Das Bad und die Gaststätte wurden 1950 verstaatlicht. Im selben Jahre entstand ein Kindergarten. Zehn Jahre später wurde das Bad abgerissen. Mit Beginn des Jahres 1961 wurde Olšany mit Habrovany zur Gemeinde Habrovany-Olšany zusammengeschlossen. Diese löste sich 1990 wieder auf. 1993 erwarb das Bolek Polívka gehörende Unternehmen Poulain s.r.o  die ehemalige genossenschaftliche Kuhstallung und richtete darin eine Pferdefarm mit Gastwirtschaft ein. Gepfarrt ist das Dorf nach Královopolské Vážany.

## Gemeindegliederung
Für die Gemeinde Olšany sind keine Ortsteile ausgewiesen.

## Sehenswürdigkeiten

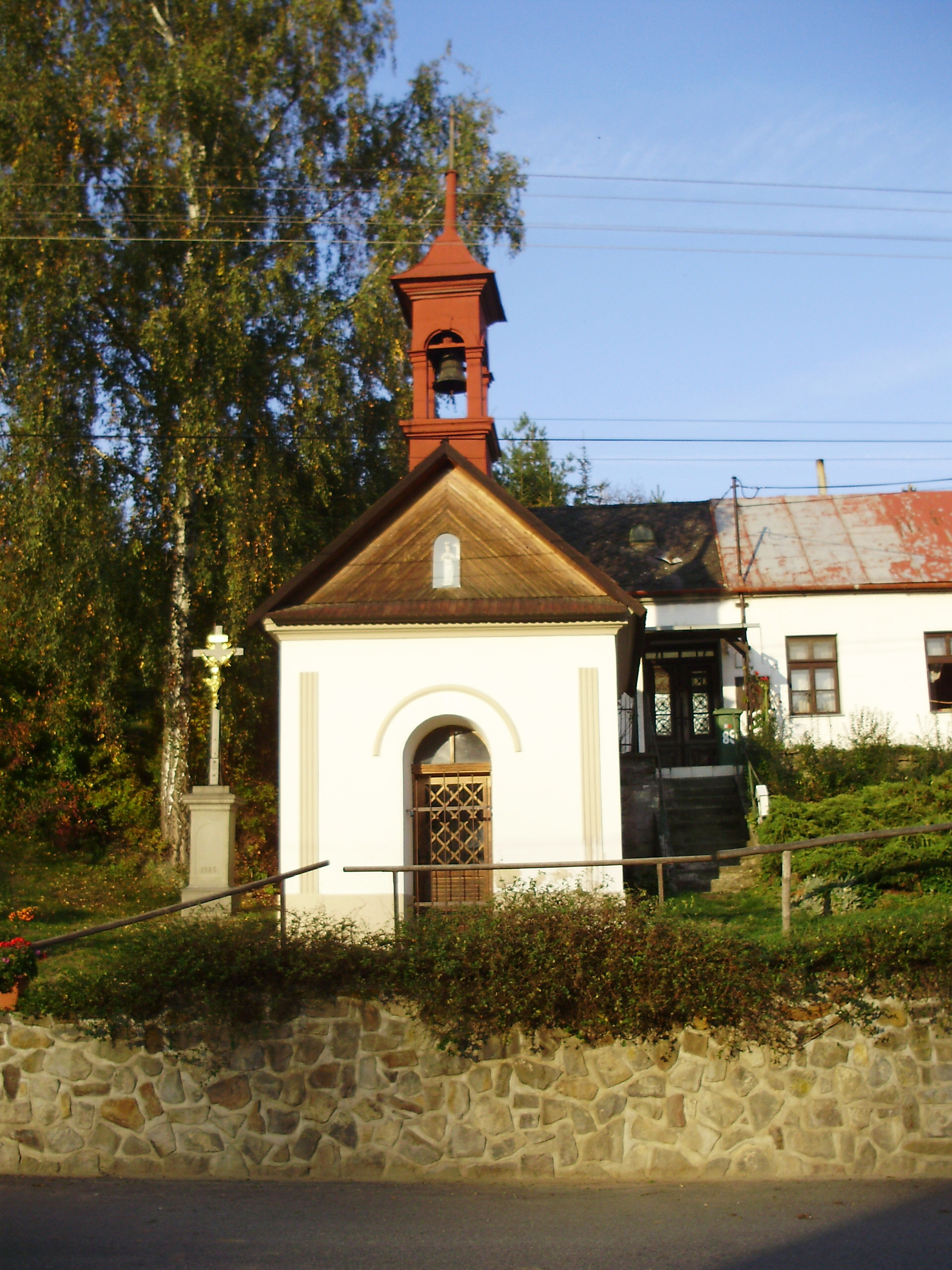
Kapelle Johannes des Täufers und Kreuz am Dorfanger

- Kapelle Johannes des Täufers am Dorfanger, errichtet 1886
- Kreuz an der Kapelle
- Denkmal für die Opfer beider Weltkrieges
- Farm von Bolek Polívka, südöstlich des Dorfes an der Straße nach Habrovany

## Persönlichkeiten
- Johann Babor (1762–1846), Benediktiner und Hochschullehrer
- Der Schauspieler Bolek Polívka unterhält in Olšany eine Pferdefarm, die durch Veranstaltungen wie die Weltmeisterschaft im Flinte-ins-Korn-Werfen überregionale Bekanntheit erlangte.